# Blender
Blender — профессиональное свободное и открытое программное обеспечение для создания трёхмерной компьютерной графики, включающее в себя средства моделирования, скульптинга, анимации, симуляции, рендеринга, постобработки и монтажа видео со звуком, компоновки с помощью «узлов» (Node Compositing), а также создания 2D-анимаций. В настоящее время пользуется большой популярностью среди бесплатных 3D-редакторов в связи с его быстрым стабильным развитием и технической поддержкой.

## Возможности
| Системные требования  | Системные требования                                           | Системные требования                                                        |
| --------------------- | -------------------------------------------------------------- | --------------------------------------------------------------------------- |
|                       | Минимальные                                                    | Рекомендуемые                                                               |
| Linux, macOS, Windows |                                                                |                                                                             |
| ЦПУ                   | 32 битный 2 ГГц двухъядерный процессор с SSE2                  | 64 битный восьмиядерный процессор                                           |
| Объём ОЗУ             | 4 ГБ                                                           | 16 ГБ                                                                       |
| Видеокарта            | Графическая карта с поддержкой OpenGL 2.1 с 1ГБ ОЗУ            | Графическая карта с поддержкой OpenGL 3.2 с 4 ГБ ОЗУ                        |
| Дисплей               | Монитор с поддержкой разрешения 1280 x 1024 и 24-битным цветом | Два Full HD монитора с поддержкой разрешения 1920 x 1080 и 24-битным цветом |
| Устройства ввода      | Клавиатура, мышь или трэкбол                                   | Клавиатура, 3-х кнопочная мышь и дигитайзер                                 |

Характерной особенностью пакета Blender выступает его небольшой размер по сравнению с другими популярными пакетами для 3D-моделирования. Документация в поставку не входит, но доступна онлайн. Демонстрационные сцены можно скачать на официальном сайте или на сайте открытых проектов «Blender Cloud».
Функции пакета:
- Поддержка разнообразных геометрических примитивов, включая полигональные модели, систему быстрого моделирования в режиме subdivision surface (SubSurf), кривые Безье, поверхности NURBS, metaballs (метасферы), скульптурное моделирование и векторные шрифты.
- Универсальные встроенные механизмы рендеринга и интеграция с внешними рендерерами YafRay, LuxRender и многими другими.
- Инструменты анимации, среди которых инверсная кинематика, скелетная анимация и сеточная деформация, анимация по ключевым кадрам, нелинейная анимация, редактирование весовых коэффициентов вершин, ограничители.
- Динамика мягких тел (включая определение коллизий объектов при взаимодействии), динамика твёрдых тел на основе физического движка Bullet.
- Система частиц включающая в себя систему волос на основе частиц.
- Модификаторы для применения неразрушающих эффектов.
- Язык программирования Python используется как средство определения интерфейса, создания инструментов и прототипов, системы логики в играх, как средство импорта/экспорта файлов (например, COLLADA), автоматизации задач[16].
- Базовые функции нелинейного видео и аудио монтажа.
- Композитинг видео, работа с хромакеем.
- Трекинг камеры и объектов.
- Real-time контроль во время физической симуляции и рендеринга.
- Процедурное и node-based текстурирование, а также возможность рисовать текстуру прямо на модели.
- Grease Pencil — инструмент для 2D-анимации в полном 3D-пайплайне.
- Blender Game Engine — подпроект Blender, предоставляющий интерактивные функции, такие как определение коллизий, движок динамики и программируемая логика. Также он позволяет создавать отдельные real-time-приложения начиная от архитектурной визуализации до видео игр. Удалён в версии 2.8[17].

### Интерфейс пользователя

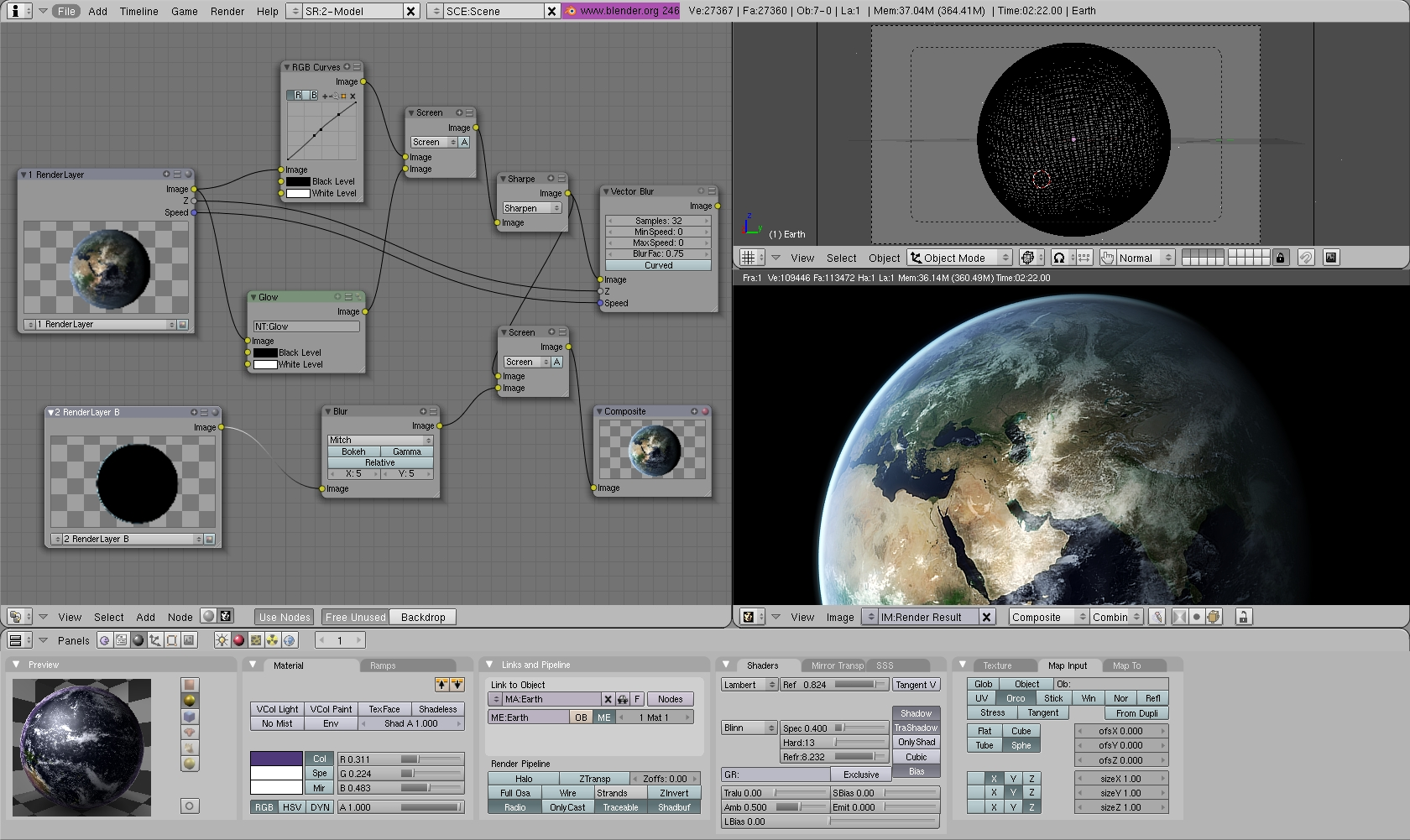
Снимок экрана интерфейса Blender 2.4

Blender имел репутацию программы, сложной для изучения. Практически каждая функция имеет соответствующее ей сочетание клавиш. Учитывая количество возможностей, предоставляемых Blender, каждая клавиша включена в более чем одно сочетание (shortcut).
С тех пор как Blender стал проектом с открытым исходным кодом, были добавлены полные контекстные меню ко всем функциям, а использование инструментов сделано более логичным и гибким. С последующим улучшением пользовательского интерфейса были введены цветовые схемы, прозрачные плавающие элементы, а также новая система просмотра дерева объектов и другие различные мелкие изменения.
Отличительные особенности интерфейса пользователя:
- Режимы редактирования[18]. Два основных режима Объектный режим (Object mode) и Режим редактирования (Edit mode), которые переключаются клавишей Tab. Объектный режим в основном используется для манипуляций с индивидуальными объектами, в то время как режим редактирования — для манипуляций с фактическими данными объекта. К примеру, для полигональной модели в объектном режиме мы можем перемещать, изменять размер и вращать модель целиком, а режим редактирования используется для манипуляции отдельных вершин конкретной модели. Также имеются несколько других режимов, таких как Sculpting, Texture Paint, Vertex Paint и UV Face select.
- Широкое использование горячих клавиш. Большинство команд выполняется с клавиатуры. До появления 2.x и особенно 2.3x-версии, это был единственный путь выполнять команды, и это было самой большой причиной создания репутации Blender’y как сложной для изучения программы. Новая версия имеет более полное графическое меню.
- Управление рабочим пространством[19]. Графический интерфейс Blender’а состоит из одного или нескольких экранов, каждый из которых может быть разделён на секции и подсекции, которые могут быть любой частью интерфейса Blender’a. Графические элементы каждой секции могут контролироваться теми же инструментами, что и для манипуляции в 3D-пространстве, для примера можно уменьшать и увеличивать кнопки инструментов тем же путём, что и в 3D-просмотре. Пользователь полностью контролирует расположение и организацию графического интерфейса, это делает возможным настройку интерфейса под конкретные задачи, такие как редактирование видео, UV mapping, текстурирование и сокрытие элементов интерфейса, которые не нужны для данной задачи. Этот стиль графического интерфейса очень похож на стиль, используемый в редакторе карт UnrealEd для игры Unreal Tournament.

Рабочее пространство Blender’а считается одним из самых новаторских концепций графического интерфейса для графических инструментов и вдохновлённым дизайном графического интерфейса патентованных программ, таких как Luxology’s Modo.

### Дополнительные особенности
- В программе Blender сущность, взаимодействующая с окружающим миром, и её данные (форма или функции объекта) разделяемы. Отношение Объект-Данные представляется отношением 1:n (термин, относящийся к теории баз данных, обозначает возможность нескольких объектов использовать одни и те же данные — один ко многим или сюръекция).
- Внутренняя файловая система, позволяющая хранить несколько сцен в едином файле (называемом .blend-файл).
- Все «.blend»-файлы совместимы как с более старыми, так и с более новыми версиями Blender. Также все они переносимы с одной платформы на другую и могут использоваться как средство переноса созданных ранее работ.
- Blender делает резервные копии проектов во время всей работы программы, что позволяет сохранить данные при непредвиденных обстоятельствах.
- Все сцены, объекты, материалы, текстуры, звуки, изображения, постпродакшн-эффекты могут быть сохранены в единый «.blend»-файл.
- Настройки рабочей среды могут быть сохранены в «.blend»-файл, благодаря чему при загрузке файла пользователь получит именно то, что сохранил в него. Файл можно сохранить как «пользовательский по умолчанию», и каждый раз при запуске Blender будет выдаваться необходимый набор объектов и подготовленный к работе интерфейс.

Тем не менее, внутреннее содержание «.blend»-файла менее похоже на структурированное описание объектов и их взаимоотношений, и более близко к прямому дампу области памяти программы. Это делает практически невозможным преобразование «.blend»-файлов в другие форматы. При этом следует заметить весьма продвинутый механизм экспорта в разнообразные форматы, такие как obj, dxf, stl, FBX, 3ds и прочие (список постепенно растёт).

### Экспорт в Web
- Blend4Web — WebGL-фреймворк позволяет экспортировать подготовленные в Blender сцены для воспроизведения в стандартных браузерах, без необходимости установки каких-либо расширений[20].
- Verge3D — Рендер в реальном времени и инструментарий для создания интерактивных 3D веб-интерфейсов, работает поверх Blender и 3ds Max[21].
- Armory Архивная копия от 15 ноября 2018 на Wayback Machine — 3D игровой движок с открытым исходным кодом с полной интеграцией в Blender, может создавать WebGL приложения и игры[22].

## Рендеры
Рендер — программа, с помощью которой происходит преобразование 3D моделей в 2D изображение.
В поставку Blender входят:
- Blender Render (Blender Internal) — оригинальный движок рендеринга Blender, исходный код которого был написан ещё в 90-х годах. Это смесь новых и старых технологий рендеринга, включающих в себя трассировку лучей, подповерхностное рассеивание, глянцевые отражения и даже примитивная система глобального освещения. Удалён из Blender в версии 2.8[23].
- Cycles Render — рендер без допущений, с возможностью рендеринга на GPU. Входит в поставку Blender с версии 2.61[24].
- Clay Render — Гипсовый рендер, применяет материал глины ко всем объектам сцены, без изменения их материалов. Входит в поставку Blender с версии 2.79[25].
- EEVEE — Назван в честь покемона Иви[26], позже придумана расшифровка Extra Easy Virtual Environment Engine[27]. Представляет собой полнофункциональный PBR движок для визуализации в реальном времени. Доступен в Blender с версии 2.8[28].

Внешние рендеры, бесплатные с открытым исходным кодом:
- Mitsuba Render — система физически корректного рендеринга[30][31].
- YafaRay — программа трассировки лучей, использующая для описания сцены язык XML[32][33].
- LuxRender и LuxCoreRender — система физически корректного рендеринга[34][35].
- appleseed Render — система физически корректного рендеринга. Предназначена в основном для анимации и визуальных эффектов[36][37].
- POV-Ray — программа трассировки лучей[38][39].
- NOX Renderer — система физически корректного рендеринга[40][41].
- Radeon ProRender — Radeon ProRender for Blender[42][43].

Внешние рендеры, проприетарные:
- RenderMan — Blender render addon for RenderMan[44].
- Octane Render — OctaneRender plugin for Blender[45].
- Indigo Renderer — Indigo for Blender[46].
- V-Ray — V-Ray for Blender, для рендеринга нужен V-Ray Standalone[47].
- Maxwell Render — B-Maxwell addon for Blender[48].
- Thea Render — Thea for Blender[49].
- Corona Renderer — Blender To Corona exporter, для рендеринга нужен Corona Standalone[50].

## История
Blender был разработан как рабочий инструмент голландской анимационной студией NeoGeo (не имеет отношения к игровой консоли Neo-Geo). Название Blender произошло от одноимённой песни группы Yello, из альбома Baby, которую NeoGeo использовали в своём шоурил. В июне 1998 года автор Blender’а, Тон Розендаль (Ton Roosendaal), основал компанию Not a Number (NaN) с целью дальнейшего развития и сопровождения Blender. Программа распространялась по принципу shareware.
В 2002 году компания NaN обанкротилась. Усилиями Тона Розендаля кредиторы соглашаются на изменение лицензии распространения Blender в пользу GNU GPL с условием единовременной выплаты 100 тысяч евро. 18 июля 2002 года началась программа по сбору спонсорских пожертвований на покрытие необходимой суммы. Уже 7 сентября 2002 года было объявлено о том, что необходимая сумма набрана, и о планах перевести в ближайшее время исходный код и сам Blender под лицензию GPL.
13 октября 2002 года компания Blender Foundation представила лицензированный под GNU GPL продукт.
В настоящее время Blender является проектом с открытым исходным кодом и развивается при активной поддержке Blender Foundation.
На основе даты создания первых файлов исходного кода, 2 января 1994 года считается днём рождения Blender.

## Suzanne

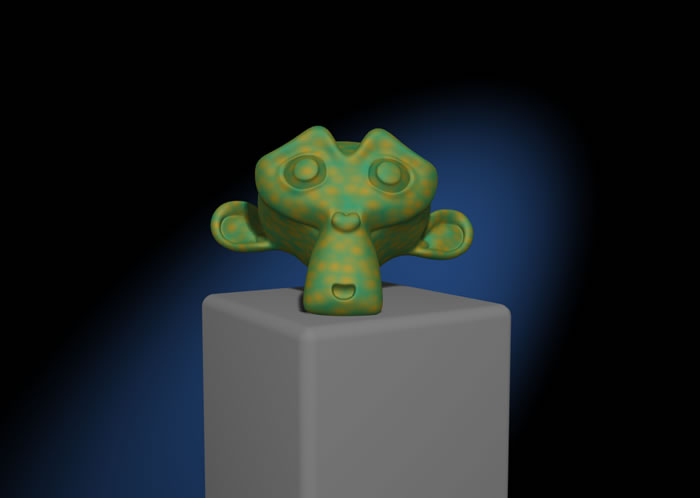
Suzanne

В январе-феврале 2002 года было понятно, что «NaN» не сможет выжить и закроется в марте. Но, несмотря на это, было решено выпустить версию 2.25. Художники и разработчики в качестве небольшого «пасхального яйца» решили добавить 3D-модель головы шимпанзе. Она создана Willem-Paul van Overbruggen (SLiD3), который назвал её «Suzanne», в честь орангутана из фильма Кевина Смита «Джей и Молчаливый Боб наносят ответный удар».
Стилизованная голова обезьянки, «Suzanne» является альтернативой обычных тестовых моделей таких как Чайник Юта и Стенфордский кролик. Низкополигональная модель, состоящая всего из 500 элементов. «Suzanne» часто используется для быстрой и простой проверки материалов, текстур, установок света, а также для создания забавных картинок.
Самое большое мероприятие, включающее награждение участников, называется Suzanne Award.

## Поддержка
Число пользователей Blender выросло до 500 000 человек по всему миру, и поддержка доступна практически в любой точке планеты. Многие пользователи осваивают Blender по статьям, созданным другими пользователями. Другие же пользуются тематическими форумами и получают информацию по ходу обсуждения. Популярный форум обсуждающих Blender — Blender Artists, ранее известный как elYsiun (https://web.archive.org/web/20060805182544/http://blenderartists.org/forum/). Также для Blender доступны бесплатные, поддерживаемые сообществом, распределённые рендер-фермы Renderfarm.fi и BURP.

## Использование
НАСА разработало интерактивное веб-приложение к третьей годовщине со дня посадки марсохода Кьюриосити, используя Blender и Blend4Web, позже переделанного на Verge3D for Blender. В приложении реализовано движение ровера, управление камерами и манипулятором, а также воспроизведены некоторые известные события миссии. Приложение было представлено в начале секции WebGL на конференции SIGGRAPH 2015.

### Художники, использующие Blender
Известные художники, использующие Blender как свой основной либо один из инструментов:
- Andreas Goralczyk (@ndy) Архивная копия от 17 сентября 2020 на Wayback Machine, победитель двух Suzanne Blender Awards (2003 — Best Animation, 2004 — Best Still[63])
- Stefano Selleri (S68) (Suzanne Blender Awards 2003 — Best Still)
- Bassam Kurdali (slikdigit) (Suzanne Blender Awards 2004 — Best Animation[64])
- Bastian Salmela (basse) Архивная копия от 27 марта 2008 на Wayback Machine
- Endre Barath (endi)
- Jean-Sébastien Guillemette (Ecks, formerly X-WARRIOR) Архивная копия от 2 июля 2006 на Wayback Machine
- Robert Tiess (RobertT) Архивная копия от 25 февраля 2020 на Wayback Machine
- Enrico Valenza (Env) Архивная копия от 24 декабря 2019 на Wayback Machine (Suzanne Blender Awards 2005 — Best Animation[65])
- Sacha Goedegebure (Sago) Архивная копия от 18 июля 2008 на Wayback Machine (Suzanne Blender Awards 2006 — Best Character Animation[66])
- Claudio Andaur (malefico)
- Adrien Lourdelle Архивная копия от 9 января 2008 на Wayback Machine
- Black Plasma Studios

### Использование в кино
Первым крупным профессиональным проектом, в ходе которого был использован Blender, является фильм «Человек-паук 2». Blender использовался для создания аниматики (animatics) и превизуализации всей истории для storyboard department.
«As an animatic artist working in the storyboard department of Spider-Man 2, I used Blender’s 3d modeling and character animation tools to enhance the storyboards, re-creating sets and props, and putting into motion action and camera moves in 3d space to help make Sam’s vision as clear to other departments as possible.»  Архивная копия от 16 февраля 2007 на Wayback Machine — Anthony Zierhut Архивная копия от 7 июля 2011 на Wayback Machine, Animatic Artist, Los Angeles.
«Пятница и Робинзон» — первый 35 мм фильм, в котором все спецэффекты были созданы на рабочих станциях Linux. Фильм выиграл приз на «Locarno Film Festival». Спецэффекты были выполнены бельгийской «Digital Graphics».
Фильм «Тайна Келлс» Томми Мура, номинированный на премию «Оскар» в категории «Лучший анимационный фильм», был частично создан в Blender, также в бельгийской «Digital Graphics».
Мультфильм «Бунт пернатых» — коммерческий проект компании «Manos Digitales Animation Studio», созданный исключительно в Blender. Премьера фильма состоялась в феврале 2010 года в Аргентине. На сайте Blender можно посмотреть демо-ролики Архивная копия от 6 июля 2010 на Wayback Machine. Главные герои этого фильма — антропоморфные говорящие животные.
Blender использовался при создании фильма «Хардкор».
Спецэффекты для телесериала «Человек в высоком замке» были сделаны в Blender, с некоторыми имитациями частиц в «Houdini».
Sean Kennedy, обладатель двух премий «Оскар» в номинации лучшие визуальные эффекты за фильмы «Золотой компас», «Жизнь Пи» рассказал на Blender Conference 2017 о сериалах в которых он использовал Blender, среди них: «Смертельное оружие», «Подача», «Звезда», «Мир дикого запада», «Орвилл», «Одарённые».
Мультфильм «Следующее поколение» был полностью создан в Blender канадской студией «Tangent Animation Архивная копия от 13 сентября 2018 на Wayback Machine» для «Netflix».
Полнометражный анимационный фильм Поток (Straume) был полностью сделан в Blender с использованием движка рендеринга EEVEE. Фильм получил две номинации на 97-й церемонии вручения премии «Оскар» и победил в номинации «Лучший анимационный фильм».

### Открытые проекты
Для того чтобы доказать, что с помощью Blender можно делать качественную 3D-анимацию даже в коммерческих проектах, а также для поиска недостатков и тестирования «в реальных условиях», в 2005 году было принято неординарное решение: периодически выпускать небольшие короткометражные фильмы. Благодаря этому Blender стал наращивать не только функциональность, но и стабильность и удобство в использовании.

#### Elephants Dream (Open Movie Project: Orange)
В сентябре 2005 года несколько самых лучших Blender-художников и разработчиков приступили к работе над коротким фильмом, используя только СПО, в рамках проекта, известного как «Orange Movie Project». Результатом их работы стал фильм «Elephants Dream», премьера которого состоялась 24 марта 2006 года.

#### Big Buck Bunny (Open Movie Project: Peach)

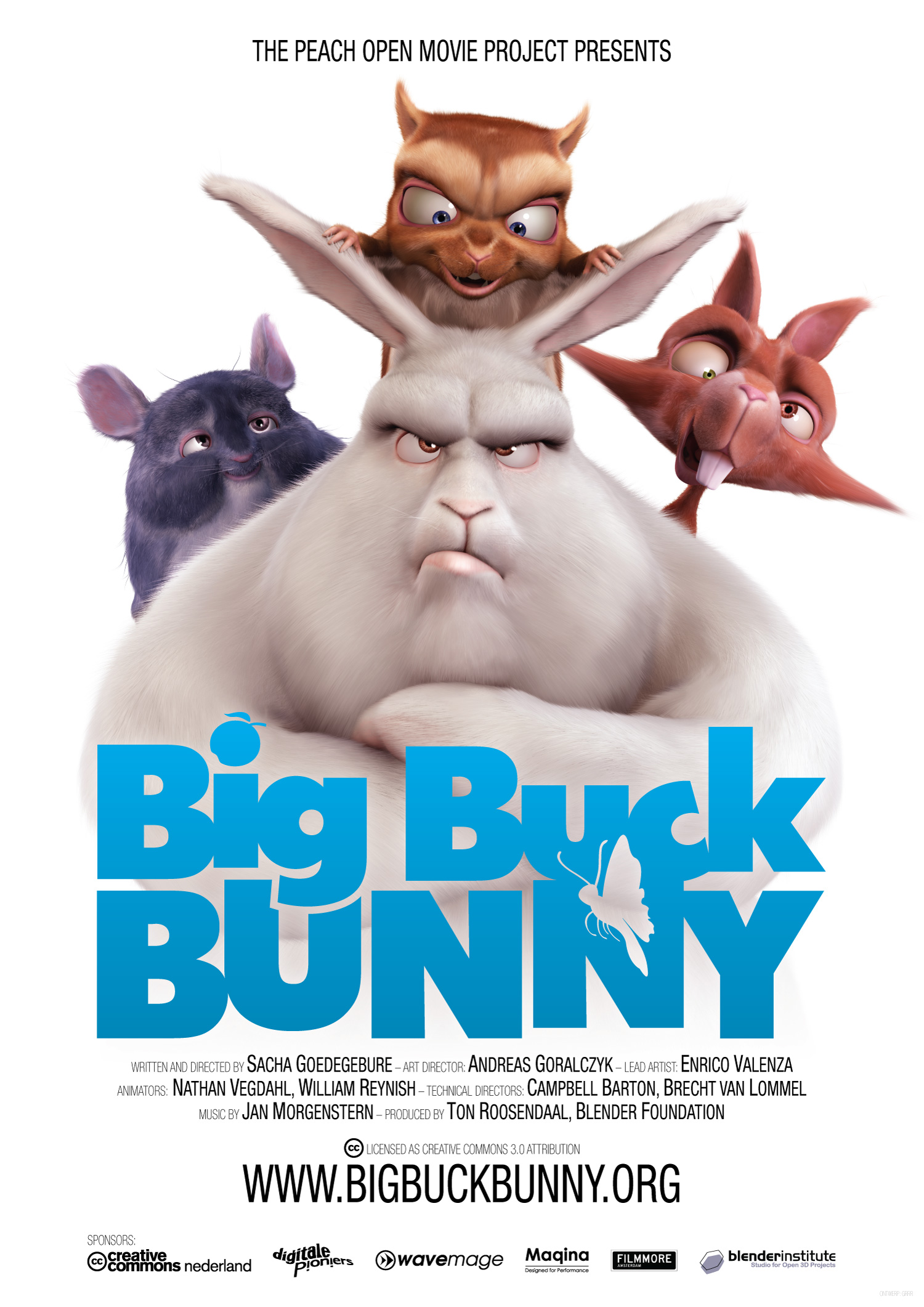
Постер Big Buck Bunny

30 мая 2008 года несколько Blender-художников и разработчиков выпустили второй мультфильм под названием «Big Buck Bunny».

#### Yo Frankie! (Open Game Project: Apricot)
«Apricot» — это проект по созданию компьютерной игры, основанной на вселенной и персонажах фильма «Big Buck Bunny» с использованием свободного программного обеспечения. Игра называется «Yo Frankie!». Проект стартовал 1 февраля 2008 года, а разработка была завершена в конце июля 2008 года. Окончательный вариант ожидался в конце августа однако выпуск был отложен. Игра была выпущена 9 декабря 2008 года, под лицензиями GNU GPL и LGPL со всем контентом под лицензией Creative Commons Attribution 3.0.

#### Sintel (Open Movie Project: Durian)

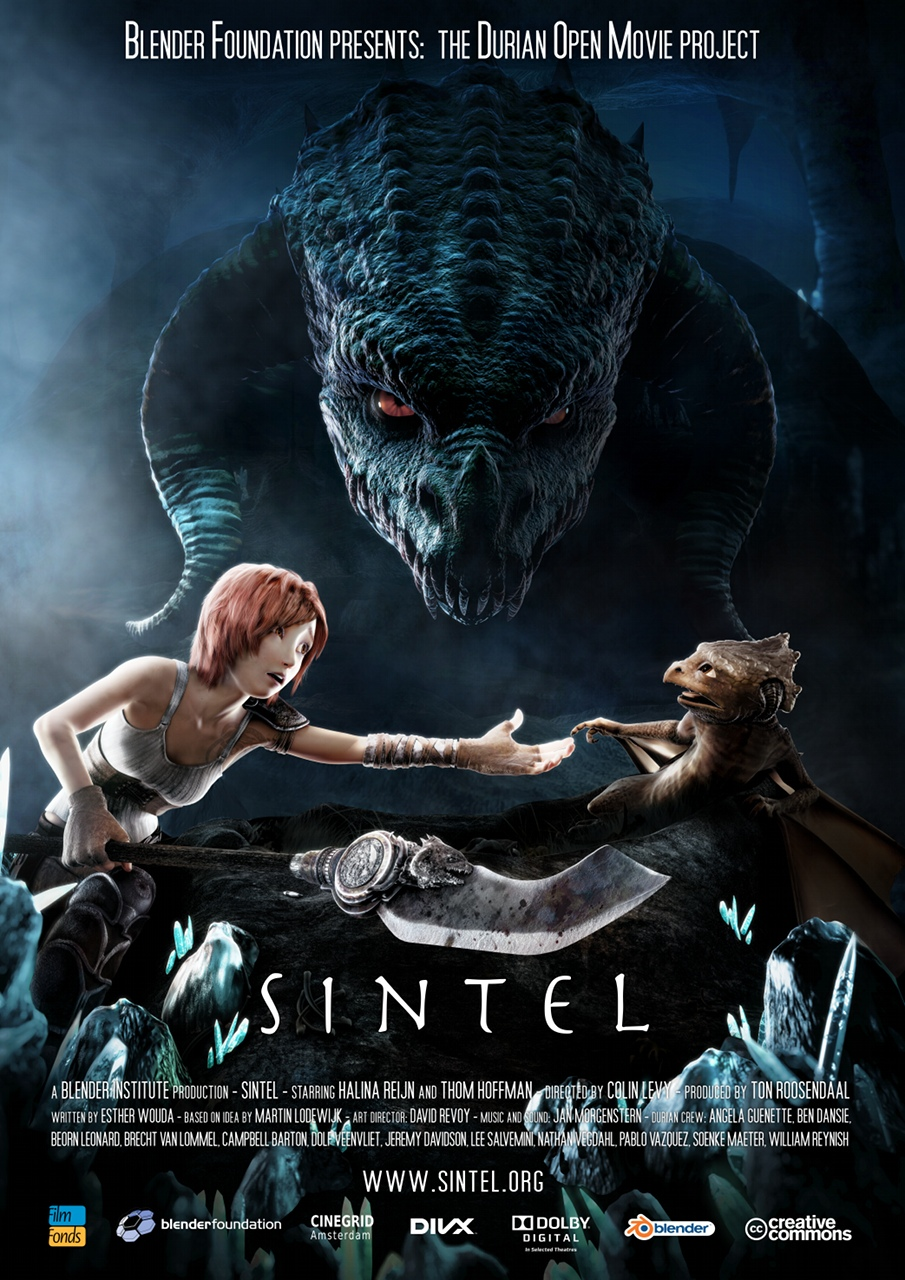
Промопостер Sintel

Как и предыдущие фильмы «Elephants Dream» и «Big Buck Bunny», «Sintel» создан с помощью Blender. Работа над проектом началась в мае 2009. Фильм был официально выпущен 27 сентября 2010 года организацией «Blender Foundation» на Кинофестивале в Нидерландах. Интернет-релиз стал доступным для скачивания 30 сентября 2010 года.

#### Tears of Steel (Open Movie Project: Mango)
2 октября 2011 года началась работа над четвёртым открытым проектом фильма под кодовым названием «Mango», сообщила «Blender Foundation». Команда художников должна была быть собрана с помощью открытого конкурса среди сообщества. 13 июля 2012 года, с выпуском тизера, было объявлено о том, что финальным названием проекта будет «Tears of Steel».Фильм вышел 26 сентября 2012 года.
В отличие от предыдущих «анимационных фильмов» (мультфильмов), «Tears of Steel» представляет собой фильм с живыми актёрами (и спецэффектами). При создании фильма широко использовалась технология захвата движений Motion Capture.

#### Cosmos Laundromat (Open Movie Project: Gooseberry)
Очередной анимационный фильм от «Blender Foundation», релиз которого запланирован на август 2015 года. На этот раз в короткометражном фильме демонстрируются преимущества использования нового рендер-движка «Cycles», благодаря которому «каждый волосок шерсти овцы реалистично покачивается на ветру», реалистичные эффекты тумана, облаков, пара, дыма и так далее.

#### Caminandes
«Caminandes» — серия короткометражных анимационных мультфильмов про ламу «Коро» в Патагонии и её попытки преодолеть различные препятствия:
- Caminandes 1: Llama Drama (2013)
- Caminandes 2: Gran Dillama (2013)
- Caminandes 3: Llamigos (2016)

#### Glass Half
«Blender Institute» в 2015 году выпустил новый 3-минутный короткометражный мультфильм с простой историей, быстрой анимацией и визуализацией в не фотореалистичном стиле. Акцент был сделан на короткие формы повествования, хороший дизайн и четкую анимацию.
Два искусствоведа-любителя встречаются в галерее и страстно спорят о том, что они видят, пока, наконец, не найдут экспонат, на котором они могут согласиться…
Персонажи анимированы в 3D и отрисованы в реальном времени с использованием шейдеров OpenGL.

#### Agent 327: Operation Barbershop
«Агент 327» расследует улику, которая приводит его в парикмахерскую в Амстердаме. Он знает, что за ним следит наемник Борис Клорис…
Этот трёхминутный тизер полнометражного анимационного фильма основан на произведении голландского художника Мартина Лодевейка из серии классических комиксов «Агент 327». Анимационная студия Blender в настоящее время разрабатывает историю и ищет финансирование, чтобы довести этот авантюрный комедийный анимационный фильм до международной аудитории.
Выпущен в мае 2017 года.

#### Hero
«Hero» (с англ. — «Герой») — это демонстрация возможностей инструмента «Grease Pencil» в Blender 2.8. «Grease Pencil» это инструмент 2D анимации в полном производственном процессе 3D.

#### Spring
«Spring» (с англ. — «Весна») — это история девушки пастуха и её собачки, которые сталкиваются с древними духами, чтобы продолжить цикл жизни. Сценарист и режиссёр Andy Goralczyk. Мультфильм вышел 4 апреля 2019 года.
Создание 7-минутного фильма стало возможным благодаря подписчикам «Blender Cloud». Он был сделан студией «Blender Institute» в Амстердаме. Фильм создавался совместно с разработкой Blender 2.80. Так же, как «Sintel» сделал 2.5x стабильным, работа над «Spring» использовалась, чтобы протестировать Blender 2.80 в полном производственном процессе, до того как он будет выпущен официально.